# Apodiscus
Apodiscus  es un género de  árboles perteneciente a la familia Phyllanthaceae. Su única especie: Apodiscus chevalieri Hutch., Bull. Soc. Bot. France 58(8): 206 (1911 publ. 1912), es originaria del oeste de África, donde se encuentra en Guinea, Liberia y Sierra Leona.